# لوچیو تان
لوچیو تان (انگلیسی: Lucio Tan؛ زادهٔ ۱۷ ژوئیهٔ ۱۹۳۴) کارآفرین بازرگان، بانکدار و مدیر ارشد اجرایی فیلیپینی-‌چینی‌تبار است، که در حال حاضر به‌عنوان مدیر عامل اجرایی شرکت هواپیمایی فیلیپین فعالیت می‌نماید.